# Colin Brooks
Colin Brooks va ser un ciclista britànic que va córrer a primers del segle xx.
El 1908 va prendre part en els Jocs Olímpics de Londres, en què guanyà la medalla de bronze en la cursa de tàndem junt a William Isaacs. També disputà la cursa dels 20 quilòmetres, quedant eliminat en la primera ronda.